# Стерківці
Стерківці (словац. Sterkovce) — частина села Чабалівці, до половини 19 століття самостійне село у Словаччині, на території теперішнього Меджилабірського округу Пряшівського краю. Розташоване в північно-східній частині Словаччини, в Низьких Бескидах на автошляху з Меджилабірців до Снини.
Уперше згадується у 1494 році.

## Пам'ятки
Село не має власної церкви, але має свій цвинтар. Його складовою частиною є один з найбільших військових цвинтарів з І світової війни у регіоні з пам'ятником помершим. Похоронено приблизно 3 000 воїнів австро-угорської та російської армій, ідентифіковано лише одного з них, недавно реконструйований.